# Mispilodes andamanica
Mispilodes andamanica är en skalbaggsart som beskrevs av Stefan von Breuning 1969. Mispilodes andamanica ingår i släktet Mispilodes och familjen långhorningar. Inga underarter finns listade i Catalogue of Life.